# Chris Coleman (Fußballspieler)
Christopher „Chris“ Coleman, OBE (* 10. Juni 1970 in Swansea, Wales) ist ein walisischer Fußballtrainer und ehemaliger -spieler. Von 2012 bis 2017 war er Nationaltrainer von Wales. Als Spieler war er zumeist auf der Verteidigerposition aktiv, kam jedoch auch zu einigen Einsätzen als Stürmer. Seine größten Erfolge stellen bis heute seine 32 Länderspiele für die walisische Nationalmannschaft und die höchste Platzierung mit dem FC Fulham in der Vereinsgeschichte auf der neunten Position in seiner ersten Trainersaison 2003/04 dar, wobei der Verein zuvor als einer der Abstiegskandidaten gehandelt worden war.

## Spielerlaufbahn

### Erste Stationen: Manchester City, Swansea City, Crystal Palace
Coleman wurde zwar in Swansea geboren, wuchs dann aber in und um Gloucester herum auf. Er unterschrieb im Alter von 16 Jahren bei Manchester City seinen ersten Vertrag bei einem Profiverein, kehrte dann aber in seine Heimat zurück, um für Swansea City zu spielen. In seiner Geburtsstadt kam er 1987 zu seinem ersten Einsatz und agierte vier Jahre für den südwalisischen Verein in nahezu 200 Partien.
Crystal Palace erkannte das Talent von Coleman und verpflichtete den mittlerweile 21-jährigen für 250.000 Pfund, was im Zeitalter vor Einführung der Premier League eine nicht unbedeutende Investition darstellte. Coleman kam zu 143 Spielen und schoss dabei 16 Tore, wobei diese recht hohe Trefferquote für einen Defensivspieler auch dadurch begründet war, dass ihn der dortige Trainer Steve Coppell zeitweise als Notlösung auf der Mittelstürmerposition agieren ließ. Durch seine guten Leistungen kam er währenddessen zu seinen ersten Länderspielen für Wales. Zudem empfahl er sich für ambitioniertere Vereine und schloss sich dann im Dezember 1995 dem amtierenden Meister Blackburn Rovers an, nachdem Crystal Palace gerade aus der Premier League abgestiegen war.
Im Jahr 2005 wurde „Cookie“, wie Coleman von den Anhängern genannt wurde, in die „Mannschaft des Jahrhunderts“ von Crystal Palace gewählt.

### Blackburn Rovers
Aufgrund seiner konstant guten Leistungen für Palace musste Blackburn – die zu dem Zeitpunkt mehrere große Transfers abwickelten – die hohe Ablösesumme von 2,8 Millionen Pfund für den Kauf von Coleman aufwenden. Blackburn konnte in der Saison 1994/95 den Titel nicht verteidigen und schloss lediglich auf dem siebten Tabellenplatz ab. Insgesamt kam Coleman während seines fast zweijährigen Aufenthalts in Blackburn auf 28 Meisterschaftsspiele, fand sich aber zunehmend häufiger – auch aufgrund einer hartnäckigen Verletzung an der Achillessehne – auf der Ersatzbank wieder. Um seine Karriere dennoch fortzusetzen, nahm er daraufhin ein Angebot des zwei Spielklassen niedriger agierenden FC Fulham an.

### FC Fulham
Hintergrund dieses ungewöhnlichen Transfers war das umfangreiche Investment des Geschäftsmanns Mohamed Al-Fayed in den Londoner Verein. Der von ihm angestellte Trainer Kevin Keegan, der Fulham in die Premier League führen sollte, konnte Coleman von dem Engagement in der drittklassigen Second Division überzeugen, wobei ihn der Verein für die Drittliga-Rekordsumme von über zwei Millionen Pfund verpflichtete.
Coleman debütierte für seinen neuen Verein im Januar 1998 gegen den FC Brentford und übernahm schnell die Rolle des Mannschaftskapitäns, was ihm den Spitznamen „Captain Cookie“ einbrachte. Er wurde zu einem Publikumsliebling und stieg mit dem Verein mit der Rekordausbeute von 101 Punkten in die zweitklassige First Division auf. In der nur mäßigen Folgesaison war Coleman einer der wenigen beständigen Spieler des Vereins und behielt auch nach dem Trainerwechsel zu Jean Tigana im Sommer 2000 das Mannschaftsführeramt.
Die folgende Spielzeit, in der Fulham beeindruckend in die Premier League aufsteigen konnte, sollte jedoch seinen Abschluss ohne Coleman finden, der sich im Januar 2001, nur wenige Tage vor einem bedeutenden FA-Cup-Spiel gegen Manchester United bei einem Autounfall in Surrey ein Bein brach. Einem Comeback-Versuch in der Reservemannschaft im März des gleichen Jahres folgte später die Einsicht, dass er seine Karriere als aktiver Fußballer beenden musste, da er nie wieder zu dem vorherigen Leistungsniveau zurückkehren konnte. Im Oktober 2002 überredete ihn Tigana dann, sich stattdessen seinem Trainerstab anzuschließen.

## Trainerlaufbahn

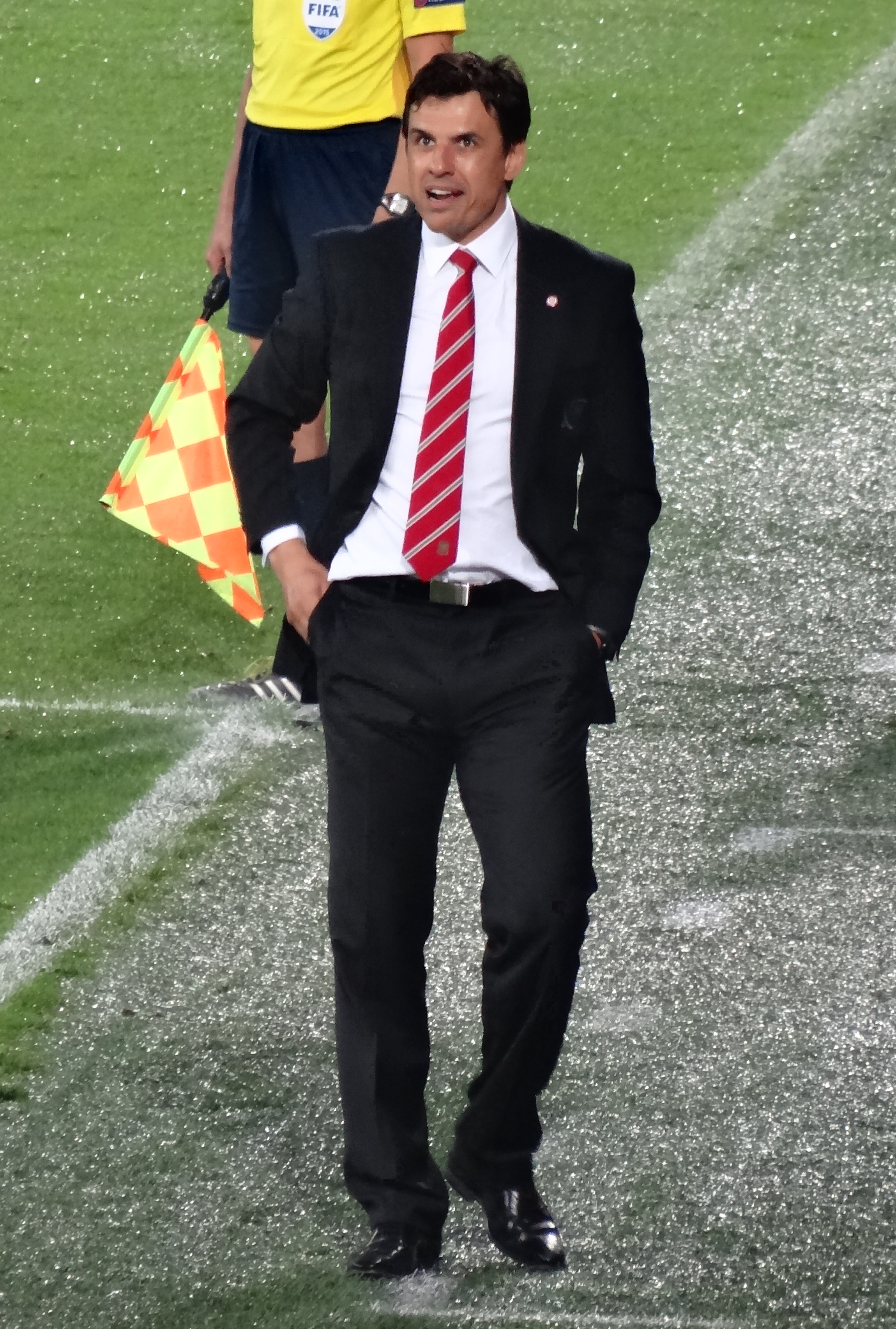
Coleman als Trainer der walisischen Nationalmannschaft (2015)

Als Tigana im März 2003 – zwei Monate vor Vertragsende – den FC Fulham verließ, und potentielle Nachfolger wie Radomir Antić nicht verpflichtet wurden, ernannte Al-Fayed Coleman zum vorläufigen Trainer auf Teilzeitbasis. Dem zu diesem Zeitpunkt jüngsten Trainer in der Premier League gelang der Klassenerhalt in der obersten englischen Spielklasse, was eine Beförderung Colemans zum neuen Cheftrainer zur Folge hatte.
In seiner ersten vollständigen Trainersaison führte Coleman die Mannschaft zum neunten Platz, was die beste Positionierung des FC Fulham in seiner Vereinsgeschichte darstellte. Dabei war vor allem der französische Stürmer Louis Saha – der noch während der Saison im Januar 2004 zu Manchester United wechselte – maßgeblich an der guten Mannschaftsleistung beteiligt. In den anschließenden zwei Jahren konnte Coleman mit Fulham diese Saisonplatzierung zwar nicht weiter verbessern, stellte aber jeweils den Klassenerhalt frühzeitig sicher. Während seiner Amtszeit bei Fulham wurde Coleman regelmäßig mit einer möglichen Beschäftigung als walisischer Nationaltrainer in Verbindung gebracht. Am Abend des 10. April 2007 wurde Coleman von seinem Club FC Fulham nach einer 1:3-Heimniederlage gegen Manchester City entlassen.
Nach dem Rücktritt Miguel Angel Lotinas als Cheftrainer des Primera-División-Absteigers Real Sociedad San Sebastián wurde Chris Coleman auf Empfehlung seines Landsmanns John Toshack zur Saison 2007/08 neuer Trainer der Basken. Im Oktober 2007 war er kurzfristig als Trainer der Bolton Wanderers im Gespräch; ein Engagement kam letztlich jedoch nicht zustande. Am 16. Januar 2008 verkündete Coleman seinen Rücktritt in San Sebastián und begründete diesen Schritt mit den abweichenden Zukunftsvisionen des neu gewählten Präsidenten Inaki Badiola.
Nur einen Monat nach seinem Rücktritt bei den Basken unterschrieb Coleman einen Vertrag bis 2011 beim englischen Zweitligisten Coventry City. Dort wurde er jedoch nach nur einem Jahr und einer enttäuschenden Endplatzierung auf Rang 19 vorzeitig entlassen. Nach einem halben Jahr Pause heuerte er im Mai 2011 als neuer Trainer des griechischen Klubs AE Larisa an.
Coleman übernahm 2012 als Nachfolger von Gary Speed das Amt des walisischen Nationaltrainers. Er führte Wales nach der gescheiterten Qualifikation für die Fußball-Weltmeisterschaft 2014 erfolgreich in der Qualifikation für die Fußball-Europameisterschaft 2016 in Frankreich. Das Team um den Star Gareth Bale qualifizierte sich erstmals für eine Fußball-Europameisterschaft. Dort kam Coleman mit Wales bis ins Halbfinale, wo er an Portugal mit 0:2 scheiterte. Es war der größte Erfolg in der Geschichte der walisischen Nationalmannschaft und Colemans Trainerlaufbahn.
Nach der verpassten Qualifikation für die Weltmeisterschaft 2018 trat Coleman im November 2017 vom Nationaltrainerposten zurück, um die Trainerposition beim abstiegsgefährdeten Zweitligisten AFC Sunderland zu übernehmen. Ihm gelang es in der Folge nicht, den Klub aus dem Tabellenkeller zu führen. Nach nur fünf Siegen aus 29 Ligaspielen stand der Verein frühzeitig als Absteiger in die Football League One fest. Coleman wurde am 29. April 2018 aus seinem Vertrag entlassen, als dem Klub ein Eigentümerwechsel bevorstand.
Im Juni 2018 wurde er neuer Cheftrainer bei Hebei China Fortune.